# Boadiceia
Boadiceia (FO 1943: Boadicéia) (também Boudica, Boudicca, Boadicea, Buduica e Bonduca) foi uma rainha celta que liderou os icenos, juntamente com outras tribos, como os trinovantes, em um levante contra as forças romanas que ocupavam a Grã-Bretanha em 60 ou 61 durante o reinado do imperador Nero. Estes eventos foram relatados por dois historiadores, Tácito (em seus Anais e Agrícola) e Dião Cássio (em sua História romana).

## Registros históricos
O historiador Dião Cássio diz, sobre Boadiceia:
"Boadiceia era alta, terrível de olhar e abençoada com uma voz poderosa. Uma cascata de cabelos vermelhos alcançava seus joelhos; usava um colar dourado composto de ornamentos, uma veste multicolorida e sobre esta um casaco grosso preso por um broche. Carregava uma lança comprida para assustar todos os que lhe deitassem os olhos."
Cássio relata ainda que ela cometeu todo o tipo de atrocidade em nome de uma deusa chamada Andraste, que seria a equivalente britânico de Vitória, deusa romana. O próprio nome de Boadiceia significa  "vitória".[carece de fontes?]

## História

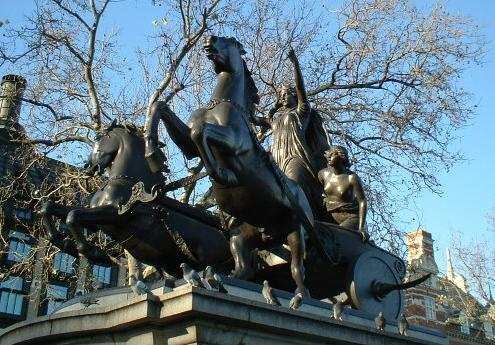
Estátua de Boadiceia, próxima do cais de Westminster

Boadiceia era casada com Prasutagos, o rei dos icenos, que havia feito um trato com os romanos tornando-se aliado do Império Romano. Com a sua morte, Boadiceia assumiu a liderança de seu povo. Contudo, os romanos ignoraram o testamento e o procurador Cato Deciano apropriou-se de toda a herança do rei falecido. Quando os icenos protestaram contra tal abuso, na pessoa da sua rainha viúva Boadiceia, Cato Deciano ordenou às suas tropas sufocar o protesto, e estas ultrapassaram-se no emprego da força, açoitando a rainha e estuprando suas filhas.
Ela ficou revoltada com o tratamento dado pelos romanos e começou uma revolta, unindo os povos próximos da sua cidade para lutar pela libertação do jugo romano. Eles chegaram a tomar e massacrar algumas cidades que estavam sob controle do Império Romano.
Depois de algumas perdas, o exército romano se reorganizou e atraiu os rebeldes liderados por Boadiceia, em maior número, para um terreno adequado às táticas militares romanas, comandados pelo governador da Britânia, Caio Suetônio Paulino e conseguiu derrotá-los. Esta revolta foi uma das mais violentas contra o Império Romano.
De acordo com o historiador Tácito, após a derrota da rebelião, Boudica se matou ingerindo veneno. Contudo, segundo Dião Cássio, ela teria adoecido e morrido.

## Boadiceia na Inglaterra vitoriana
A fama de Boadiceia tomou proporções lendárias na Grã-Bretanha, e a rainha Vitória foi vista como sua equivalente em termos de grandeza.
A grande estátua de bronze de Boadiceia, ao lado da ponte de Westminster e do Palácio de Westminster foi inaugurada pelo príncipe Alberto e executada por Thomas Thornycroft. Representa Boadiceia em sua carruagem de guerra junto com suas filhas.